# فقاعة دقيقة
الفقاعات الدقيقة أو الفقاقيع الدقيقة هي فقاعات أصغر من جزء من مائة من المليمتر، ولكنها أكبر من ميكرومتر واحد. على مدى العقد الماضي، كان هناك تقدم كبير نحو تطوير الفقاعات الدقيقة كعلاجات لمجموعة واسعة من التطبيقات الطبية الحيوية. إن القدرة الفريدة للفقاعات الدقيقة على الاستجابة للموجات فوق الصوتية تجعلها عوامل مفيدة للتصوير بالموجات فوق الصوتية المعززة بالتباين، والتصوير الجزيئي، وتوصيل الأدوية والجينات المستهدفة. التركيب العام للفقاعة الدقيقة هو قلب غازي مثبت بقشرة مكونة من البروتينات أو الدهون أو البوليمرات. يتمتع كل نوع من الفقاعات الصغيرة بمزايا فريدة خاصة به ويمكن تصميمه خصيصًا لوظائف متخصصة. للفقاعات الدقيقة تطبيق واسع النطاق في الصناعة والطب، وعلوم الحياة، وتكنولوجيا الأغذية. يحدد تكوين غلاف الفقاعة ومواد الحشو ميزات التصميم المهمة مثل الطفو وقوة السحق والتوصيل الحراري والخصائص الصوتية.
يتم استخدامها في التشخيص الطبي كمادة تباين للتصوير بالموجات فوق الصوتية. تتذبذب وتهتز الفقاعات الدقيقة المملوءة بالغاز، عادة الهواء أو البيرفلوروكربون، إذا تم تطبيق مجال طاقة صوتي وقد تعكس الموجات فوق الصوتية. وهذا ما يميز الفقاعات الدقيقة عن الأنسجة المحيطة بها. ونظرًا لأن فقاعات الغاز في السائل تفتقر إلى الاستقرار، وبالتالي تذوب بسرعة، فإن الفقاعات الدقيقة عادة ما تكون مغلفة بأغلفة. القشرة مصنوعة من مادة مرنة أو لزجة أو مرنة لزجة. مواد القشرة الشائعة هي الليبيد والألبومين والبروتين. المواد التي تحتوي على طبقة خارجية محبة للماء للتفاعل مع مجرى الدم وطبقة داخلية كارهة للماء لإيواء جزيئات الغاز تكون مستقرة من الناحية الديناميكية الحرارية. يمكن للهواء وسداسي فلوريد الكبريت وغازات البيرفلوروكربون أن تكون جميعها بمثابة تكوين للفقاعات الدقيقة الداخلية. يشار إلى الفقاعات الدقيقة التي تحتوي على واحد أو أكثر من النوى السائلة أو الصلبة غير القابلة للضغط والمحاطة بالغاز على أنها مضادة فقاعات (antibubble)مجهرية أو هيكلية داخلية. لزيادة الاستقرار والثبات في مجرى الدم، تعد الغازات ذات الوزن الجزيئي العالي وكذلك ذوبانها المنخفض في الدم مرشحة جذابة لنوى غاز الفقاعات الدقيقة.
يمكن استخدام الفقاعات الدقيقة لتوصيل الأدوية، إزالة الأغشية الحيوية الرقيقة، تنظيف الأغشية / التحكم في الأغشية الحيوية وأغراض معالجة المياه/ مياه الصرف الصحي. ويتم إنتاجها أيضًا عن طريق حركة هيكل السفينة عبر الماء، مما يؤدي إلى إنشاء طبقة فقاعية؛ وهذا قد يتعارض مع استخدام السونار بسبب ميل الطبقة لامتصاص الموجات الصوتية أو عكسها.